# Pachymerola toledoi
Pachymerola toledoi är en skalbaggsart som beskrevs av Chemsak och Noguera 1997. Pachymerola toledoi ingår i släktet Pachymerola och familjen långhorningar. Inga underarter finns listade i Catalogue of Life.